# Hochleckenhaus
Das Hochleckenhaus ist ein Schutzhaus der Sektion Vöcklabruck des Österreichischen Alpenvereins auf dem westlichen Hochplateau des Höllengebirges im oberösterreichischen Teil des Salzkammergutes. Benannt ist das auf 1574 m ü. A. befindliche Schutzhaus nach dem rund einen Kilometer östlich gelegenen 1691 m hohen Hochleckenkogel, im Volksmund „Hochlecken“ genannt.

## Geschichtliches
1910 wurde vom Vöcklabrucker Sektionsobmann Anton Petrina ein Baufonds zwecks Bau einer Schutzhütte im Höllengebirge angelegt. Nachdem 1923 das Wunschgrundstück für das Hochleckenhaus mit Blick auf den Attersee und den Traunsee gefunden wurde, begann man 1924 mit dem Bau bzw. transportierte man das Baumaterial von der 831 m hoch gelegenen Aubodenhütte bis zum Bauplatz in 1574 m Höhe. Am 6. September 1925 fand dann mit viel Prominenz und über 700 Festgästen die feierliche Eröffnung statt. 1926 konnte die Sektion im Zuge eines Tausches das vorerst von den Bundesforsten gepachtete Hüttengrundstück erwerben. 10 Jahre später, 1935, wurde aufgrund des großen Andrangs das Haus erweitert und 1977 nochmals, indem man ostseitig einen Trakt anbaute.
Die rund 2.200 m lange Materialseilbahn von der Tafelklause zum Hochleckenhaus wurde 1965 errichtet und 1981 erneuert. Im gleichen Jahr wurde eine Photovoltaik-Versuchsanlage der OKA (heute Energie AG) installiert. Diese Photovoltaikanlage erweiterte man 2010 auf 7 kW Gesamtleistung. Im September 2013 wurde eine Richtfunkstrecke für ein Breitbandinternet eingerichtet, wodurch via W-Lan eine neue Telefonanlage und eine hochauflösende Webcam für die Homepage betrieben werden kann. Im gleichen Jahr wurde aufgrund schärferer Brandschutzbestimmungen und der damit verbundenen exorbitanten Umbaukosten das Matratzenlager im Dachgeschoß aufgelöst, wodurch sich die Anzahl der Nächtigungsmöglichkeiten halbierte.
In den 1990er Jahren war das Hochleckenhaus aufgrund Abwasserproblemen kurzzeitig geschlossen, da die Pflanzenkläranlage nicht zufriedenstellend arbeitete. In der Folge wurde 1994 ein rund 3 Kilometer langer Abwasserkanal bis ins Tal gebaut.

### Gertrudenglocke
Im Winter 1951 geriet bei einem Schülerausflug die Gruppe wegen dichtem Schneetreiben in Bergnot und entging nur knapp einer Katastrophe. Aufgrund dieses Vorfalls wurde 1952 westseitig des Hauses ein kleiner hölzerner Glockenturm errichtet und darin die „Gertrudenglocke“ – benannt nach der Tochter des verdienten Obmanns – aufgehängt. Gegossen ist sie aus jener Glockenspeise, die beim Neuguss der berühmten Pummerin des Wiener Stephansdoms übriggeblieben war. Mit ihrem Klang weist sie seither überfälligen Bergsteigern bei Schlechtwetter und Nebel den Weg.

## Aufstieg
- Von der Taferlklause (800 m) durch das Aurachkar in ca. 2 Stunden
- Von der Kienklause (621 m) in ca. 2½ Stunden
- Vom Vorderen Langbathsee über den Schafluckensteig und den Brunnkogel in ca. 4 Stunden
- Von Weißenbach am Attersee (500 m) über Schoberstein, Mahdlgupf, Dachsteinblick, Brennerin in ca. 5 Stunden
- Von Forstamt (500 m) über den Brennerriesensteig und die Brennerin in ca. 4½ Stunden

## Bekannte Wanderziele in der Umgebung des Hauses
- Hochleckenkogel (1691 m) in 1 Stunde
- Brunnkogel (1708 m) in 1 Stunde
- Brennerin (1602 m) in ca. 2 Stunden
- Grünalmkogel

## Übergänge
Besonders reizvoll, sowohl im Sommer als auch im Winter, ist die Überquerung des Höllengebirges, bei der das Haus ein Stützpunkt ist. Den nächstgelegenen Stützpunkt stellt die Rieder Hütte im Feuerkogelgebiet dar.